# Antoine de Brenezay
Antoine de Brenezay, seigneur du Carcouët et sieur de Boisbriand, né en 1537 à Ancenis et mort le 8 novembre 1606 à Nantes, fut avocat du roi au siège présidial de Nantes, sénéchal de Nantes, maire de Nantes de 1580 à 1581 et député aux États de Bretagne.

## Biographie
Antoine de Brenezay est le fils d'Antoine de Brenezay et de Guillemette Houis. Il est marié à Jehanne André (fille de Mathieu André), à Isabeau de Marquès, puis à Louise de Mirande. Il est le beau-père de Jean Charette de La Colinière (frère d'Alexandre Charette et de Louis Charette de la Colinière) et de Philippe Biré.
Avocat du roi au siège présidial de Nantes, il devient maire de Nantes en 1580, avant d'être nommé sénéchal de Nantes.
Il est délégué à la réformation de la coutume à Ploërmel, député aux États de Bretagne à Rennes en 1580 puis aux États généraux à Blois en 1588.
Il est partisan de la Ligue.